# Челле-Еномондо
Челле-Еномондо (італ. Celle Enomondo, п'єм. Sele) — муніципалітет в Італії, у регіоні П'ємонт,  провінція Асті.
Челле-Еномондо розташоване на відстані близько 490 км на північний захід від Рима, 45 км на південний схід від Турина, 8 км на південний захід від Асті.
Населення — 485 осіб (2014).
Щорічний фестиваль відбувається 16 серпня. Покровитель — святий Рох.

## Демографія
Населення за роками:

Станом на 1 січня 2023 року в муніципалітеті офіційно проживало 27 іноземців з 5 країн, серед них 23 громадяни країн Євросоюзу.

## Сусідні муніципалітети
- Антіньяно
- Асті
- Ревільяско-д'Асті
- Сан-Дам'яно-д'Асті